# 神谷正太郎
神谷正太郎（日语：／ Kamiya Shōtarō，1898年7月9日—1980年12月25日），是日本商人，被誉为“销售之神”。

## 生平
1898年，出生。
1925年，在英国伦敦成立“神谷商事会社”。
1927年，“神谷商事会社”倒闭，归国。
1928年，进入美国通用汽车公司日本子公司。
1935年，加入丰田公司，负责销售工作。
1950年，任丰田汽车销售总裁。
1954年，购买东京立川汽车学校，用于培训销售、维修人员。
1955年，成立丰田旧车销售公司，收购、销售二手汽车。
1957年，创办“中部汽车学校”，为丰田公司培养人才。
1975年，任丰田汽车销售董事长。
1979年，任丰田汽车销售名誉董事长。
1980年，去世。